# Raina Kabaivanska
Raïna Kabaïvanska (en bulgare Райна Кабаиванска née Raïna Yakimova (en bulgare Райна Якимова) ) , le 15 décembre 1934 à Bourgas) est une soprano bulgare naturalisée italienne.

## Biographie
Elle étudie au Conservatoire de Musique de Sofia avec Madame Prokopowa et le pédagogue Josiffow, et débute dans cette même ville en 1957, en Tatiana dans Eugène Onéguine. Peu après, elle part se perfectionner en Italie, d'abord à Milan avec Zina Fumagalli-Riva, puis à Verceil avec Giulia Tess. Ses débuts italiens ont lieu à Fano en 1959, en Nedda dans Pagliacci.
Elle fait ses débuts à La Scala de Milan en 1961, dans le rôle d'Agnese dans Beatrice di Tenda, aux côtés de Joan Sutherland. Dès lors, elle est invitée sur toutes les grandes scènes lyriques d'Italie (Venise, Turin, Parme, Gênes, Rome, Naples, Palerme, etc).
Une carrière internationale se dessine rapidement avec des apparitions à Moscou, Leningrad, et Budapest. L'année 1962 voit ses débuts au Royal Opera House de Londres, en Desdemona dans Otello, aux côtés de Mario Del Monaco, et au Metropolitan Opera de New York, en Nedda. Elle parait aussi à Hambourg, Vienne, Salzbourg, Paris, Aix-en-Provence, Chicago, San Francisco, etc. 
Elle s'illustre particulièrement dans Verdi et Puccini,  notamment les rôles d'Elvira, Leonora, Violetta, Elena, Maria, Elisabetta, Alice Ford, Manon, Mimi, Tosca, Cio-Cio-San, etc., mais défend un vaste répertoire, chantant aussi Roberto Devereux, Rienzi, La Gioconda, La Dame de pique, La Veuve joyeuse, L'Affaire Makropoulos, The Turn of the Screw, et connait un immense succès en Adriana Lecouvreur et Francesca da Rimini.
Artiste polyvalente, à la voix d'une étonnante intensité dramatique, doublée d'une allure physique et d'une forte présence scénique, font  d'elle un des grands talents de son temps.

## Discographie
Recital by Raina Kabaivanska (Soprano) : Cilea, Puccini, Massenet (Octobre 1961), Puccini, Cilea, Leoncavallo (Juillet-Août 1964), Balkanton. Record Plant * Bulgaria * Sofia 12

## Sources
- Alain Pâris, Le Dictionnaire des interprètes, Robert Laffont, 1989.  (ISBN 2-221-06660-X)